# Последняя женщина
«Последняя женщина» (итал. L'Ultima Donna, фр. La Dernière femme) — кинофильм, драма режиссёра Марка Феррери. Номинация на премию «Сезар».

## Сюжет
Не ужившись с женой под одной крышей, инженер Жерар предпочитает вести свободный образ жизни. Из-за кризиса на предприятии его сокращают. У него остаётся маленький сын, о котором он предпочитает заботиться сам, не желая отдавать его феминистически настроенной жене. Забирая ребёнка из детсада, он знакомится с его няней Валери, с которой сближается против своей воли. Валери поселяется в квартире Жерара и они безудержно предаются любви. В сексуальных развлечениях принимает участие и ребёнок. Валери недовольна тем, что Жерар озабочен только собой и удовлетворением своих плотских желаний. В женщине постепенно просыпаются материнские инстинкты по отношению к ребёнку. Она становится демонстративно холодна в постели и, указывая на член своего партнера, говорит: «Без него ты ничто». Жерар пытается искать утешения на стороне, что лишь усугубляет ситуацию. Он избивает до крови Валери, но та остаётся холодной к нему. Рьяно охраняя свою независимость, бунтуя против рабского подчинения инстинктам, Жерар решается на отчаянный поступок. Он кастрирует себя при помощи электрического ножа.

## В ролях
- Жерар Депардьё — Жерар
- Орнелла Мути — Валери
- Мишель Пикколи — Мишель
- Ренато Сальватори — Рене
- Зузу — Габриэль
- Натали Бай — девушка с вишней